# Friedrich Hoffmann
Friedrich Hoffmann (Halle, 19 febbraio 1660 – Halle, 12 novembre 1742) è stato un medico tedesco.

Operum omnium physico-medicorum

Docente a Halle, fu presto notato per la straordinaria abilità e divenne medico personale di Federico I a Berlino. Cercò di conciliare al meglio chimica e medicina con la matematica.

## Opere
- Friedrich Hoffmann, [Opere], vol. 4, Neapoli, ex typographia Benedicti Gessari, 1757.
- Friedrich Hoffmann, [Opere], vol. 5, Neapoli, ex typographia Benedicti Gessari, 1757.
- Friedrich Hoffmann, [Opere], vol. 6, Neapoli, ex typographia Benedicti Gessari, 1758.
- Friedrich Hoffmann, [Opere], vol. 9, Neapoli, ex typographia Benedicti Gessari, 1761.
- Friedrich Hoffmann, [Opere], vol. 10, Neapoli, ex typographia Benedicti Gessari, 1762.
- Friedrich Hoffmann, [Opere], vol. 11, Neapoli, ex typographia Benedicti Gessari, 1762.
- Friedrich Hoffmann, [Opere], vol. 12, Neapoli, ex typographia Benedicti Gessari, 1763.
- Friedrich Hoffmann, [Opere], vol. 13, Neapoli, ex typographia Benedicti Gessari, 1763.